# Frida Stéenhoff
Helga Frideborg "Frida" Maria Stéenhoff, de soltera Wadström, (Estocolm, 11 de desembre de 1865 - ibídem, 22 de juny de 1945), va ser una escriptora i activista per drets de les dones sueca. Va ser una participant destacada al debat públic per la igualtat de gènere i va col·laborar amb diverses publicacions progressives radicals. Va estar compromesa amb el moviment pel sufragi femení, a més de fer-ho també amb diverses organitzacions humanitàries. Durant la Segona Guerra Mundial va participar en treballs antifeixistes.
Frida Stéenhoff va ser una figura central molt important en el moviment per l'amor lliure a Suècia, per al control de natalitat, el sexe i l'amor sense matrimoni, i es va mostrar crítica cap a la institució de matrimoni, temes pels quals seria coneguda per la seva novel·la debutant: Lejonets unge ("El nen del lleó"), de 1896. Se li atribueix l'haver introduït el concepte modern de feminisme a Suècia amb la seva publicació Feminismens moraleja ("Moralitat feminista"), de 1903. Va utilitzar el pseudònim masculí Harald Gate. Stéenhoff es trobava entre les col·laboradores de la revista feminista Tidevarvet.

## Obres

### Novel·les
- 1902 - Det heliga arvet ("L'herència sagrada")
- 1904 - Öknen ("Desert")
- 1911 - Kring den heliga elden ("Al voltant del foc sagrat")
- 1915 - Ljusa bragder och mörka dåd ("Obres brillants i fosques accions")
- 1918 - Filippas öden ("La destinació de Filippa")
- 1937 - Objektiv stats- och könsmoral

### Teatre
- 1896 - Lejonets unge ("El nen del lleó")
- 1898 - Sin nästas hustru ("La dona del seu veí")
- 1900 - Ärkefienden ("Archienemigo")
- 1907 - Stridbar ungdom ("La joventut combativa")
- 1908 - Den vita duvans samfund ("La societat de la coloma blanca")
- 1910 - Den smala vägen ("El camí estret")
- 1911 - Kärlekens rival ("Estimar al seu rival")

### Assajos i altres publicacions
- 1903 - Feminismens moral ("Moralitat feminista")
- 1904 - Den reglementerade prostitutionen ("La prostitució regulada")
- 1905 - Humanitet och barnalstring ("Humanitat i procreació")
- 1905 - Varför skola kvinnorna vänta ("Per què les dones haurien d'esperar")
- 1907 - Fosterlandskänslan ("El sentit de la pàtria")
- 1908 - Penningen och kärleken ("Pagament i amor")
- 1909 - Riktlinjerna i mitt författarskap ("Les pautes en la meva escriptura")
- 1910 - Teatern och livet ("Teatre i vida")
- 1910 - Det nya folket ("Les noves persones")
- 1912 - Minfru, fru eller fröken ("Minfru, senyora o senyoreta")
- 1912 - Äktenskap och demokrati ("Matrimoni i democràcia")
- 1913 - Könsslaveri ("Esclavitud sexual")
- 1915 - Krigets herrar - världens herrar ("Mestres de la guerra - amos del món")
- 1924 - Samtal med en borgmästare om prostitutionen ("Converses amb un alcalde de la prostitució"), (Tidevarvet 1924(2):8, s. 4, 5, 6)
- 1924 - Ellen Key och Nikodemus ("Ellen Key i Nicodemo"), (Tidevarvet 1924(2):49, s. 1, 6)
- 1925 - Babels förbistring: angående befolkningsproblem ("La confusió de Babel: sobre els problemes de la població"), (Tidevarvet 1925(3):7, s. 3)
- 1925 - Bör nutidsmänniskan tro på drömmar? ("Deuria l'home modern creure en els somnis?"), (Tidevarvet 1925(3):14, s. 4)
- 1925 - Vad unnar han henne? ("El que envejo d'ella?"), (Tidevarvet 1925(3):17, s. 4)
- 2007 - Blott ett annat namn för ljus: Tre texter av Frida Stéenhoff ("Simplement un altre nom per a la llum: tres textos de Frida Stéenhoff"), (innehåller Feminismens moral, Ett sällsamt öde och Lejonets unge)